# Аса
Аса (грч. Άσσα) је приморско насељено место у општини Аристотел у периферији Средишња Македонија, Грчка. Према попису из 2021. године било је 10 становника.
Насеље је подигнуто седамдесетих година 20. века и први пут се помиње на попису из 1981. године без становника.